# Hanstholm-reservatet
Lige syd for Hanstholm ligger Hanstholm-reservatet, der er Danmarks største samlede naturfredning på cirka 65 km². Det er et storslået landskab med udstrakte klitheder ud til Vesterhavet med en række forskelligartede småsøer, og i øst og syd Tved Plantage og Vilsbøl Plantage, og søerne Nors Sø og Vandet Sø. Nors Å løber gennem reservatet fra Nors Sø til havet.
I de centrale områder af klithederne og moserne er færdsel forbudt for at beskytte det rige fugleliv.
Området blev udlagt som vildtreservat i 1949, og de første områder fredet i 1972, mens de store søer og plantager kom til i 1977 og 1980. Det blev i 2008 en del af Danmarks første nationalpark, Nationalpark Thy. Det er en del af Natura 2000-område 24: Hanstholm-reservatet, Hanstholm Knuden, Nors Sø og Vandet Sø, og er både habitatområde og fuglebeskyttelsesområde. I den nordligste del af området er 5.040 hektar udpeget til Naturnationalpark Hanstholm; området består af Hanstholm Vildtreservat, Tved og Vilsbøl Klitplantager. 

## Eksterne kilder og henvisninger
- Fredede områder i Danmark af Knud Dahl
- Hanstholm Vildtreservat og Tved Klitplantage Naturstyrelsen